# Barva (Kostaryka)
Barva – dystrykt w Kostaryce, w kantonie Heredia, w prowincji Heredia.

## Toponimia
Nazwa pochodzi od Barvaca lub Barvaka, kacyka zamieszkującego te okolice około 1569 roku, co z kolei może pochodzić od:
- Od nowego Tlapallan(inne języki) w języku nahuatl lub Tla pallapan, który w języku Huetar(inne języki) był Tabaraba lub Abaraba, hiszpańskojęzyczny jako Barba i oznaczający Czarną Rzekę lub Ciemną Rzekę, jak wyjaśnił José Fidel Tristán w 1910 roku[2].[3]
- Według Luisa Ferrero Bal (miasto) i wac (mrówkojad), czyli Miasto Mrówkojadów[3].
- Bar lub bur (pszczoły) z ba lub bac (plemię), co oznacza plemię pszczół, jak wyjaśnił biskup Bernardo Augusto Thiel y Hoffmann pod koniec XIX wieku na podstawie źródeł z lat 1575 i 1599[3].

## Geografia
Barva ma powierzchnię 0,82 kilometrów kwadratowych i leży na wysokości 1 176 m n.p.m..

## Demografia
Według zliczenia ludności w 2011 roku w dystrykcie Barva mieszkało 4 997 mieszkańców.

## Transport

### Transport drogowy
Przez dystrykt Barva biegną następujące drogi krajowe:
- Droga krajowa nr 119
- Droga krajowa nr 126